# Pagopedilum subcruciatum
Pagopedilum subcruciatum är en insektsart som beskrevs av Karsch 1896. Pagopedilum subcruciatum ingår i släktet Pagopedilum och familjen Pamphagidae. Inga underarter finns listade i Catalogue of Life.